# Hans Kohnert
Hans Kohnert (15 de noviembre de 1887 en Geestemünde (Bremerhaven); 10 de enero de 1967 en Bremerhaven) fue un propietario de fábrica, Wehrwirtschaftsführer, pintor y mecenas alemán en Bremerhaven. 

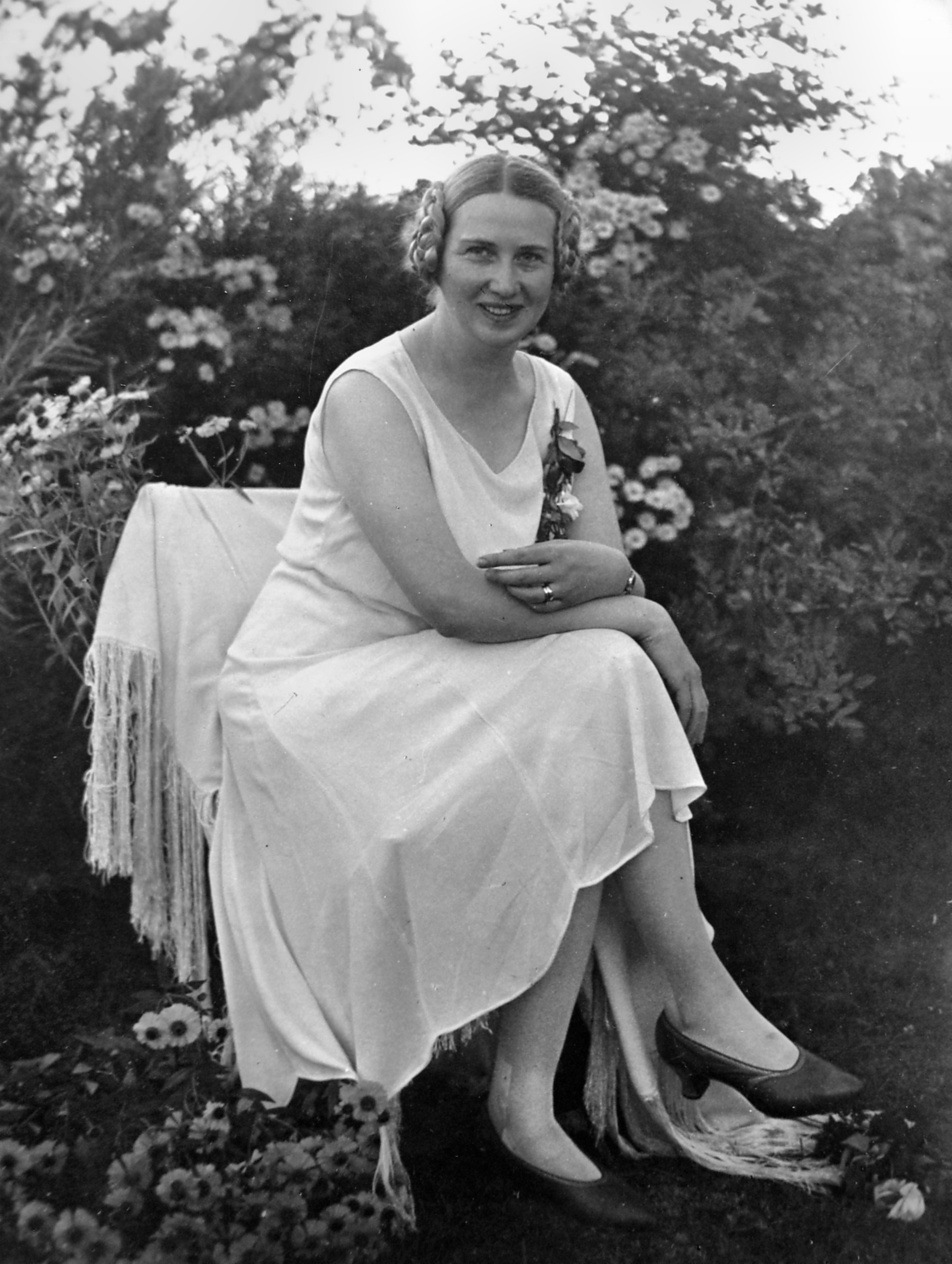
Maria Kohn, de soltera Müller, 1929

## Vida
Los padres de Hans Kohn fueron Franz Kohn (1857-1909) y su esposa Johanna Margarethe, de soltera Gehrels (1862-1925). Los antepasados de Hans eran capitanes y propietarios de veleros. En el siglo XIX, los Kohn transportaron emigrantes de Brake y Bremerhaven a América. En el viaje de vuelta por el Caribe (región), se dedicaron al comercio de ultramar. Con la llegada de los barcos de vapor en la década de 1850, esta línea de negocio dejó de ser rentable. El abuelo de Hans Kohn se estableció y compró una empresa de importación de madera. 
Hans Kohn estudió primero pintura artística (1906/07) en la "clase de antigüedades" de Max Thedy en la Escuela de pintura de Weimar.
Tras la muerte temprana de su padre (1909), Hans abandonó sus estudios de arte a los 22 años para hacerse cargo del negocio de su padre, la empresa de importación y transformación de madera Pundt & Kohn (P&K) en Geestemünde (Bremerhaven). Dirigió la empresa hasta su muerte en 1967. 
En 1912 se casó con Maria Kohn, de soltera Müller (1890-1945), con quien tuvo un hijo (Franz) y una hija (Hannemarie). Se divorciaron a mediados de los años treinta. En 1939 se casó con Ingeborg Kohnert, de soltera Neumann (1911-1990), con quien tuvo otra hija (Johanna). Debido a la hostilidad por su apellido judío (Kohn, Cohn) durante la época nacionalsocialista, en 1937 solicitó un cambio de nombre a Kohnert para él, su familia y su empresa. El cambio de nombre fue aprobado por el ministro el 14 de agosto de 1937.

### Empresa
La empresa de importación y procesamiento de madera "Pundt & Kohn" fundada por su abuelo en 1863, incluidos sus aserraderos y cepilladoras, la 'Geestemünder Holzindustriewerke Backhaus & Co', la más grande de esta industria en el Bajo Weser, experimentó su apogeo bajo Hans Kohn(ert).
Durante la Segunda Guerra Mundial, en la noche del bombardeo (18/09/1944) en Bremerhaven, la fábrica, los almacenes de madera y los edificios de oficinas y residenciales en Geeste, el antiguo puerto 'Holzhafen Geestemünde', así como los edificios de oficinas y los edificios residenciales en Schönianstrasse y Borriesstrasse fueron destruidos. Los bombarderos aliados fueron destruidos. 

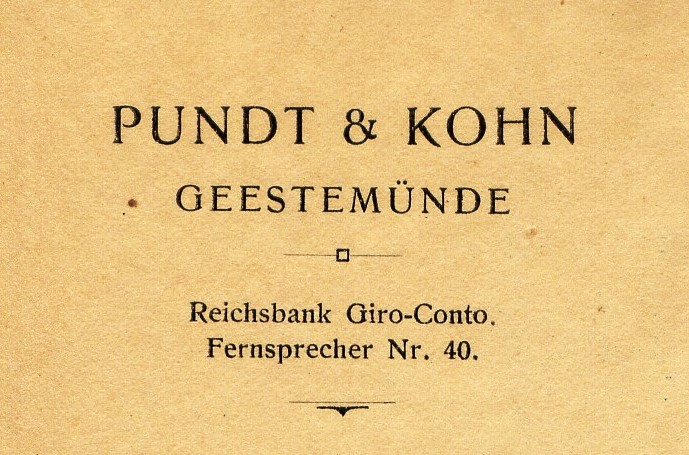
membrete de la empresa 'Pundt & Kohn', 1930

. La empresa nunca pudo recuperarse de la destrucción del período de posguerra. Tras la muerte de su hermano Gerhard Kohnert (1962), Hans Kohnert se hizo cargo de la Meller Möbelfabrik (MMM) fundada por Gerhard Kohnert en 1909 en Melle (Baja Sajonia), cerca de Osnabrück.
Esta última ya estaba muy vinculada a la empresa importadora de maderas (P & K) después de la guerra a través de un acuerdo de transferencia de utilidades (1956-1966), lo que contribuyó a que no se hicieran las inversiones y modernizaciones necesarias en MMM.

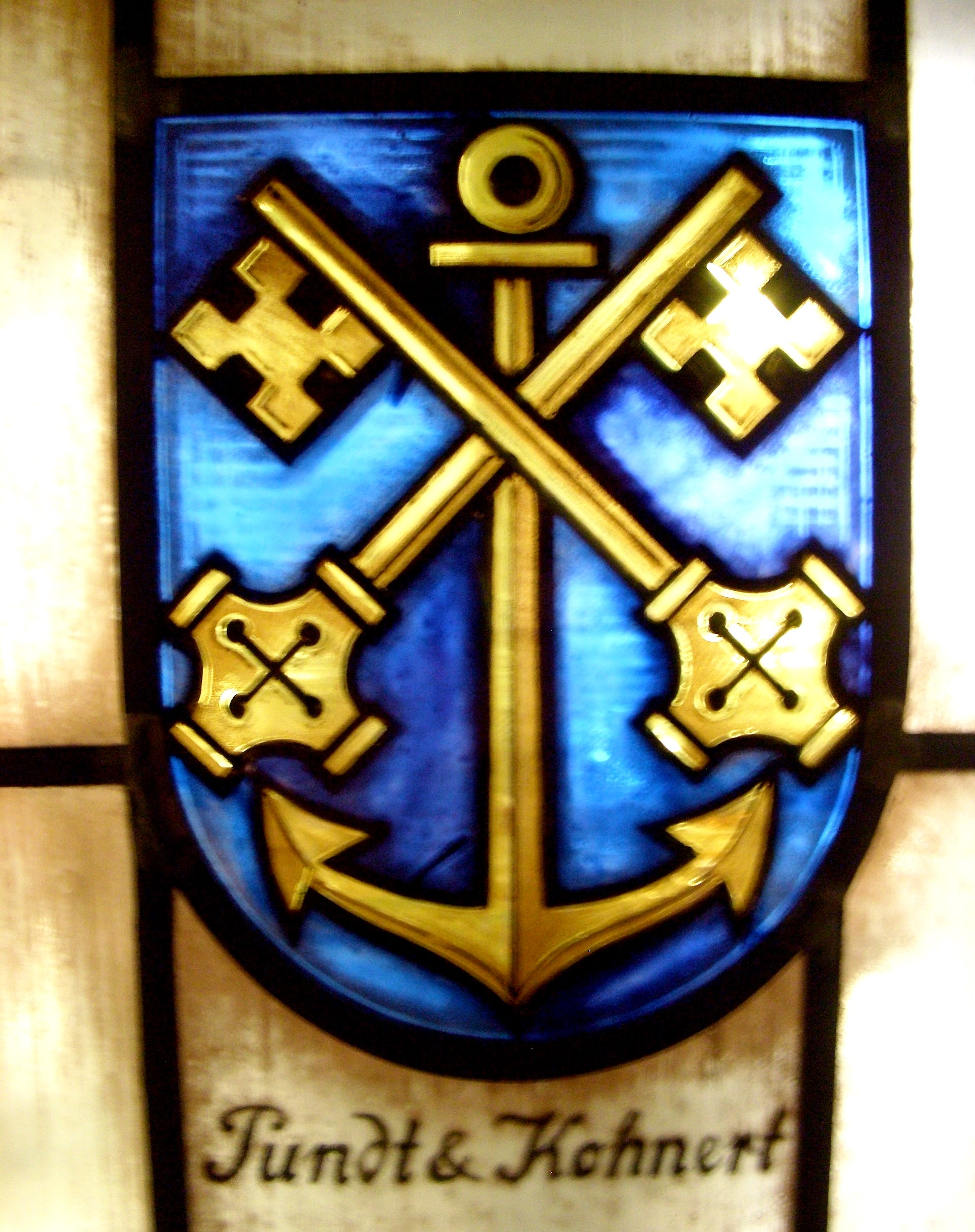
Cabinet (pintura sobre vidrio) 'Pundt & Kohnert', 1938

En 1966, Hans Kohnert vendió MMM a los principales acreedores para evitar la quiebra. En enero de 1975, MMM finalmente quebró bajo los nuevos propietarios . Pundt & Kohn se disolvió después de la muerte de Kohnert en 1967.

### Trabajo adicional

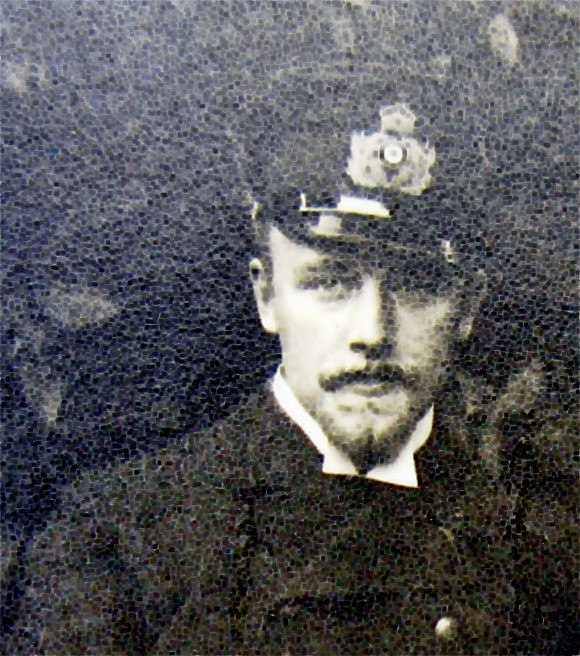
Hans Kohn, como oficial naval, 1915

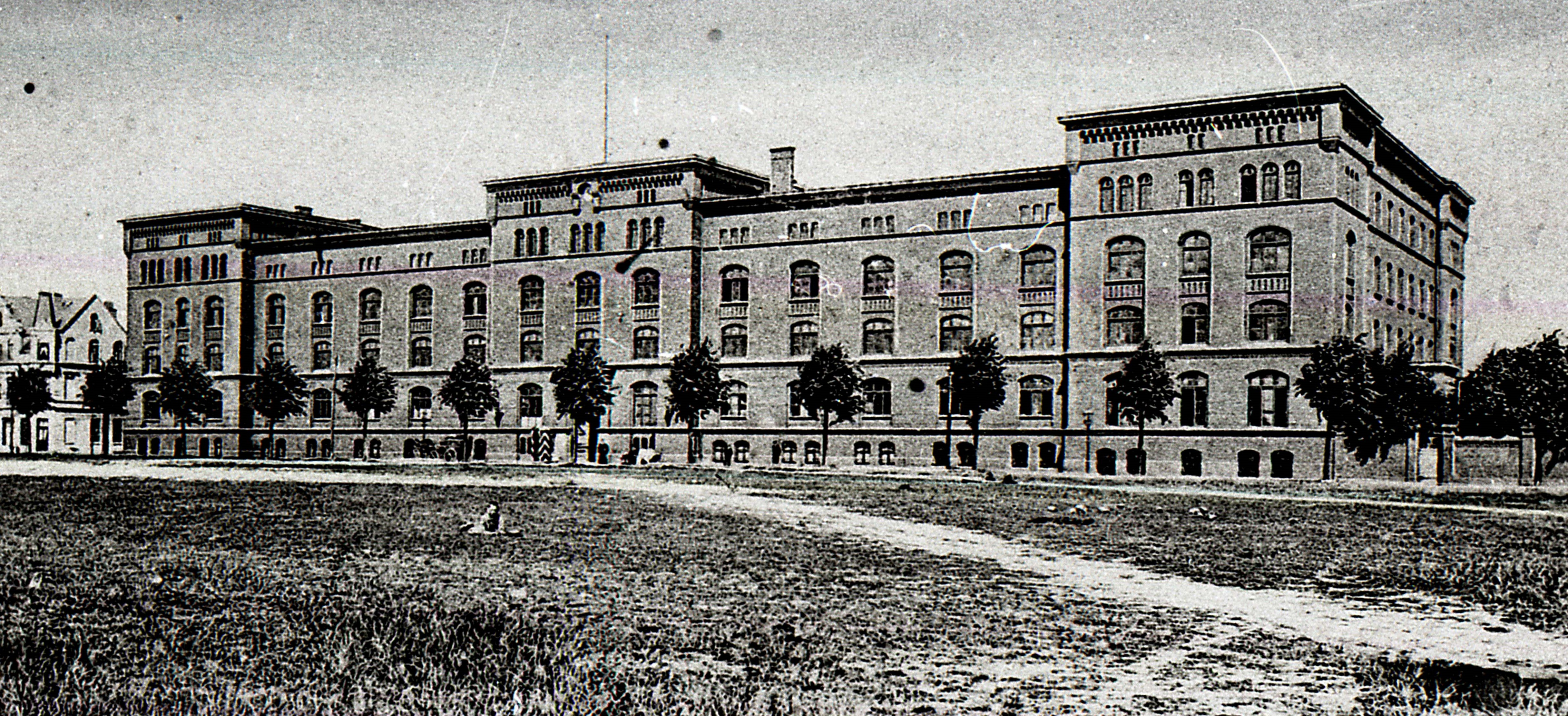
tercero Cuartel de artillería marinera, Bremerhaven-Lehe, alrededor de 1900

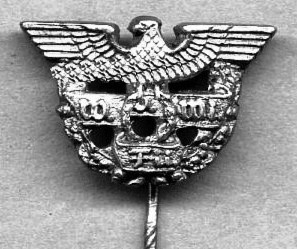
Wehrwirtschaftsführer, prendedor civil

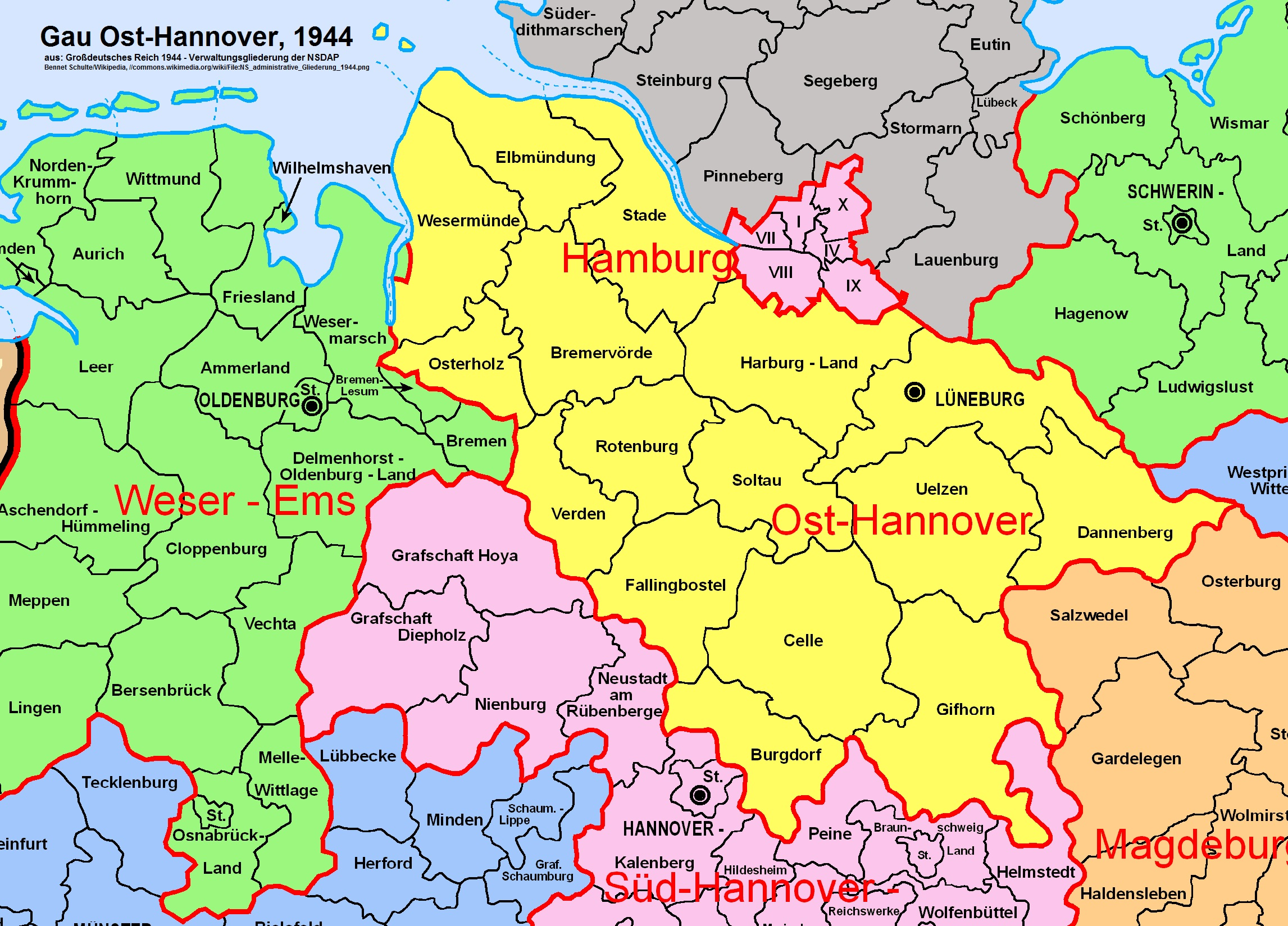
Mapa del Gaus Hannover-Ost, 1944

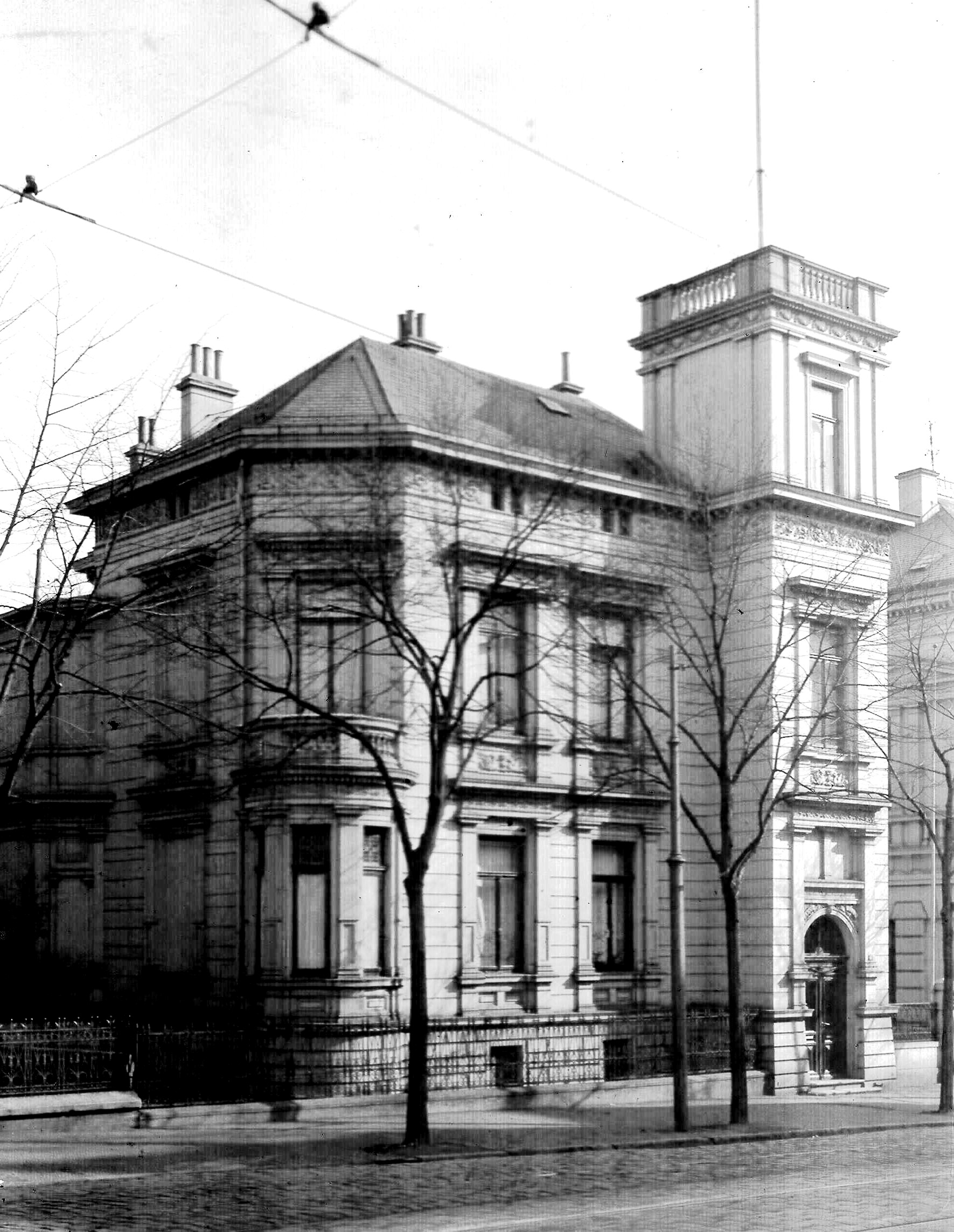
,La Villa Kohn, Borriestr. 6, Geestemünde, 1929, bombardeado1944

Además de sus actividades empresariales, Hans Kohnert se hizo conocido más allá de las fronteras locales por su trabajo político y voluntario profesional. También lo fue Hans Kohnert u.a. Miembro del consejo de supervisión de Bremer Landesbank y Geestemünder Bank (1941–1967; Presidente: 1951–1967). En la Primera Guerra Mundial Hans Kohn sirvió como oficial naval del III. División de artillería marinera, Lehe (perteneciente a la 1.ª División de Infantería de Marina (Imperio Alemán) principalmente en Fuerte Brinkamahof II cerca de Weddewarden / Imsum. El fuerte estuvo constantemente ocupado durante la Primera Guerra Mundial pero, como todos los fuertes del Bajo Weser, nunca participó en operaciones de combate. En el último año de la guerra, 1917/18, el teniente de navío Kohn participó en la Tercera Batalla de Ypres como comandante de compañía. Con motivo del levantamiento de los marineros en Bremerhaven en noviembre de 1918, Hans Kohn se alejó de la vida pública por un tiempo y se dedicó a la pintura. Que su obra aún no ha sido incluida en el canon de artistas locales de Bremerhaven y sus alrededores como Klaus Bemmer o Paul Ernst Wilke probablemente se deba al hecho de que las pinturas son casi exclusivamente de propiedad privada o fueron destruidas como resultado de la guerra. Para Hans Kohnert, se aplicaba el principio rector que también dio forma a las acciones de su padre: un hombre de negocios no solo debe pensar en su negocio y ganar dinero, sino que también tiene la responsabilidad de cumplir con el bien común. Su padre había sido senador en Geestemünde desde 1898 hasta su muerte. Quince años después, Hans Kohnert ostentaba el mismo título. El 1 de diciembre de 1924, se convirtió en miembro honorario no remunerado del magistrado de Wesermünde para la burguesía unida y ocupó este cargo hasta 1929.

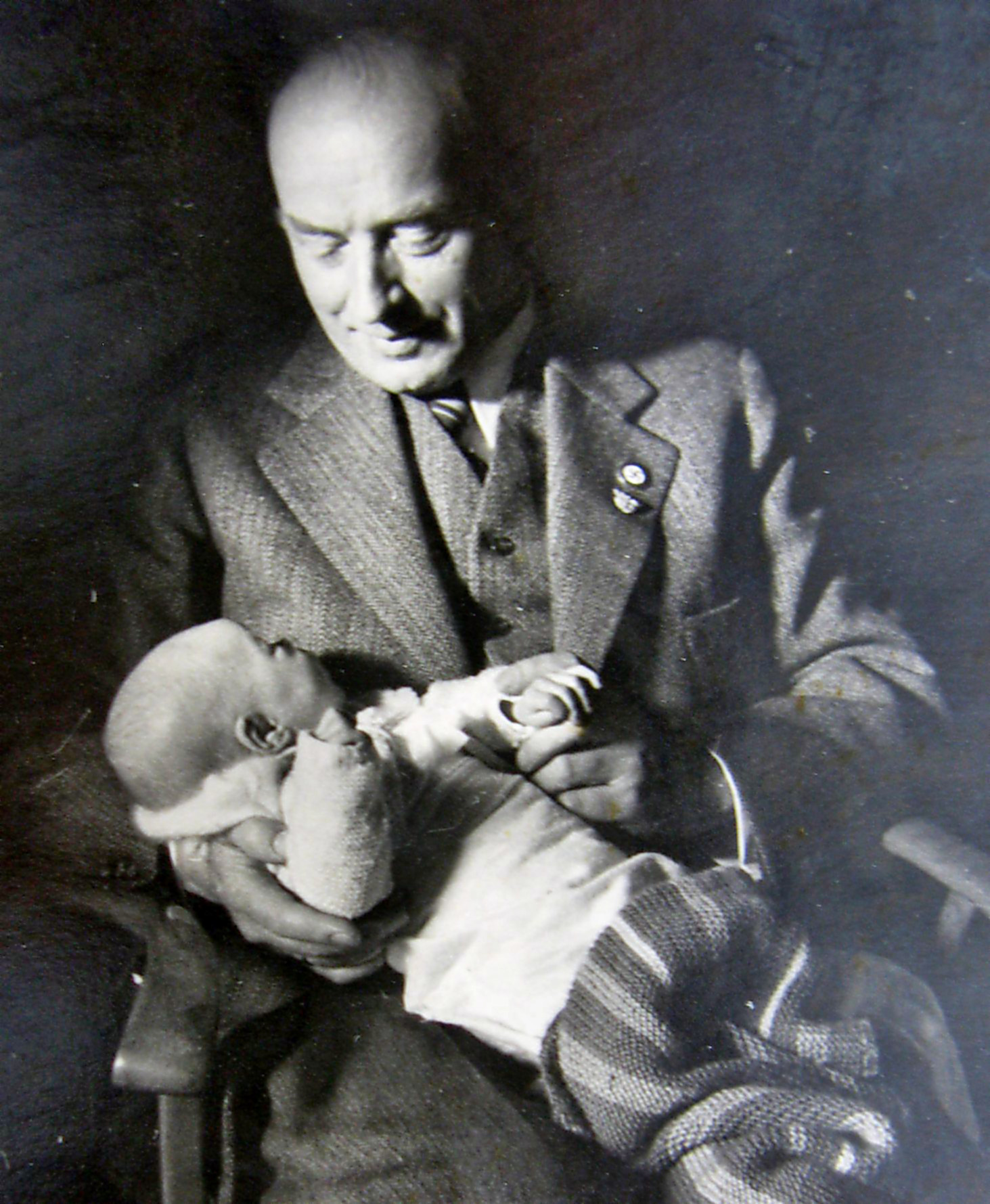
Hans Kohnert en el bautizo de su primera nieta con Placa Dorada del Partido y pin Wehrwirtschaftsführer, marzo de 1944

Poco después de que los nacionalsocialistas tomaran el poder (1933), Hans Kohn se postuló para presidente de la Cámara de comercio de Bremerhaven (IHK) y fue elegido contra los votos de la NSDAP. En 1938 se unió (retroactivamente desde 1937) al NSDAP, que le otorgó la insignia del partido dorado por sus servicios a la economía de Bremerhaven. Según sus propias declaraciones, esto sucedió bajo la presión de Walter Gravenhorst, e de la NSDAP et presidente del Gauggericht del Gau Hannover-Ost (desde mayo de 1932). En 1942, Kohnert recibió el premio como NS Wehrwirtschaftsführer, i.e. líder en economía militar. y para proteger a la IHK de nuevos ataques del NSDAP. De 1933 a 1945, Hans Kohn(ert) fue presidente de la Cámara de Comercio de Bremerhaven. También fue nombrado líder económico militar (1941-1945) y presidente de la recientemente creada Gauwirtschaftskammer East Hanover (1943-1945), en la que se incorporaron las ciudades de Wesermünde (Bremerhaven) y Lüneburg incluyendo su IHK (1939) "Por sus exitosos esfuerzos para proteger la Cámara del acceso estatal, Kohnert fue nombrado presidente honorario de la IHK en 1951" ,
Después del final de la Segunda Guerra Mundial, las fuerzas de ocupación estadounidenses impusieron a Hans Kohnert una prohibición profesional de dos años (1945-1947) y confiscaron temporalmente sus activos comerciales. Durante esta época vivió en una casa improvisada en Drangstedt y se dedicó a la pintura.
En 1948, Hans Kohnert reanudó la importación de madera y en 1951 se convirtió en presidente del Consejo de Administración de Geestemünder Bankconsejo de administración del Geestemünder Bank, del que era miembro desde 1941. Participó, aunque más en segundo plano, en acontecimientos políticos y sociales. Presidió las sociedades para la promoción de la reconstrucción del teatro municipal e la construcción de los baños de la ciudad. La muerte de Kohnert también significó una gran pérdida para la Comunidad Protestante Unida en la Iglesia Mayor Smidt Memorial, que lo nombró a su consejo de la iglesia. en 1949. Había sido uno de los tres constructores desde 1950. Hans Kohnert representó a su congregación desde 1951 hasta 1964 en el Congreso de la Iglesia de Bremen de la Iglesia protestante de Bremen, las dos ciudades portuarias de Bremerhaven y  Vegesack de 1954 a 1964 en el Comité de la Iglesia como el organismo más alto. 
En la década de 1920, Kohnert mostró su disposición social cuando presidió la colonia de vacaciones Geestemünde. Esta asociación de ciudadanos acomodados de Geestemünde quiso dar vacaciones gratuitas a los escolares necesitados de recreo y adquirió el campamento escolar de Bederkesa,

## Homenaje
- Presidente de Honor de la Cámara de Industria y Comercio de Bremerhaven desde 1951
- Miembro Honorario de la Liga Nacional de los ‘Männer vom Morgenstern’ (‘Hombres del Lucero del Alba’)

## Pintura de Hans Kohn del área de Bremerhaven

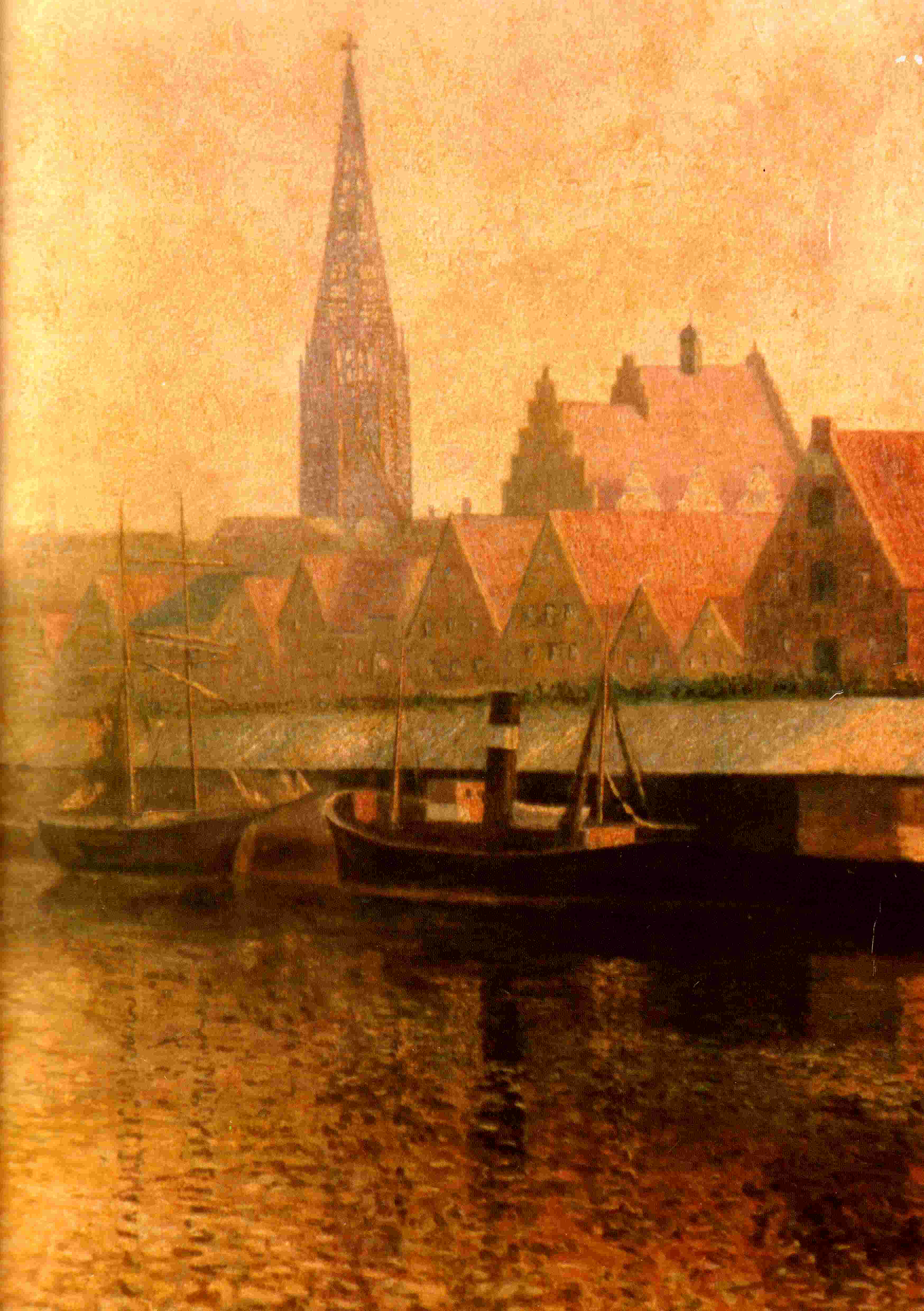
Puerto Viejo (pintura al óleo, 1921)
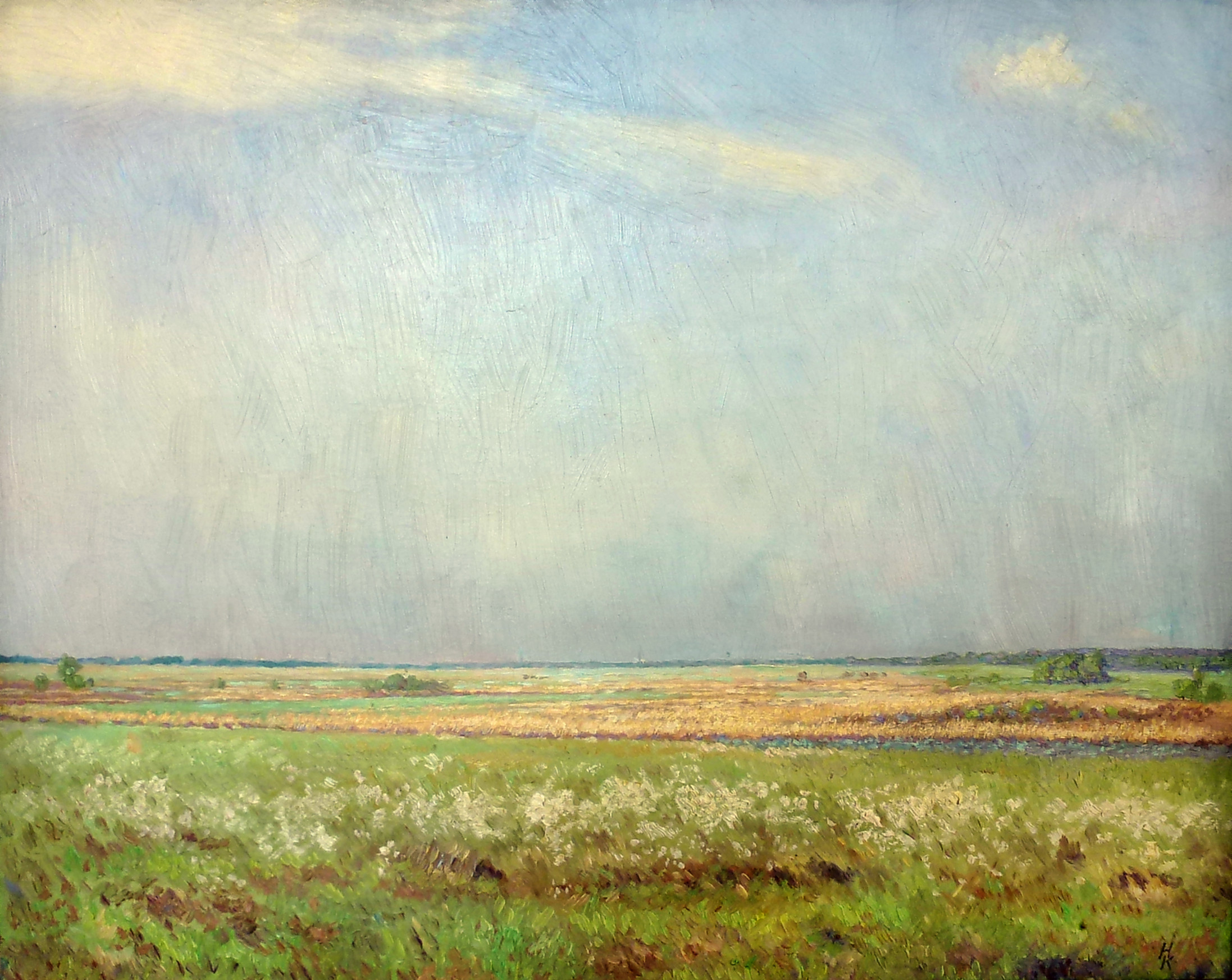
Paisaje nublado y páramo cerca de Weddewarden (Pintura al óleo, 1921)
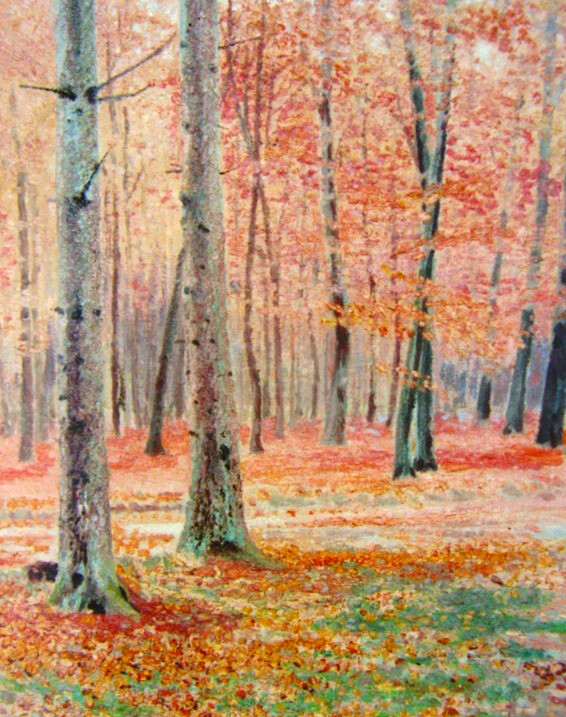
Hayedo otoñal (pintura al óleo, 1921)
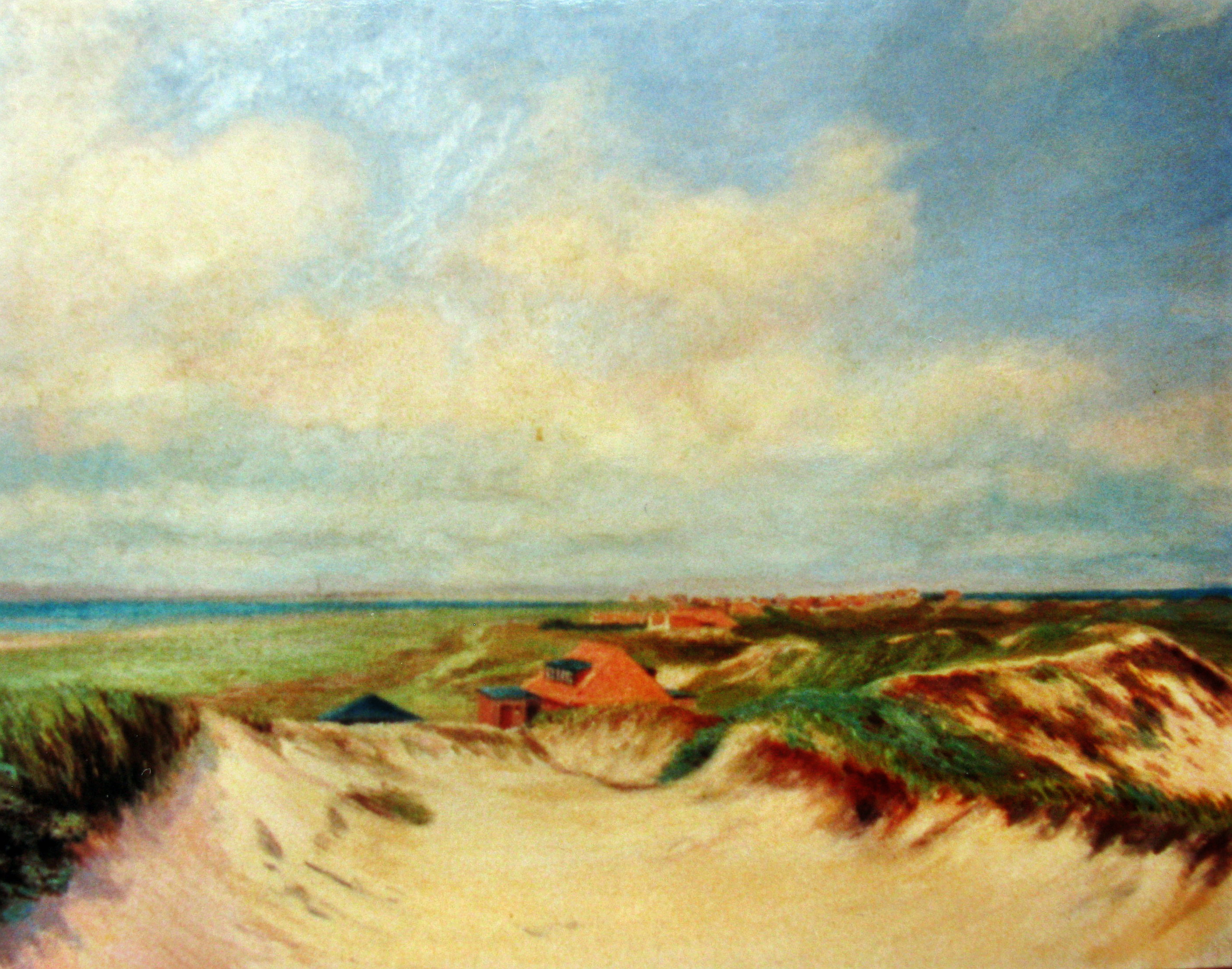
Island Dunes (Pintura al óleo, 1923)
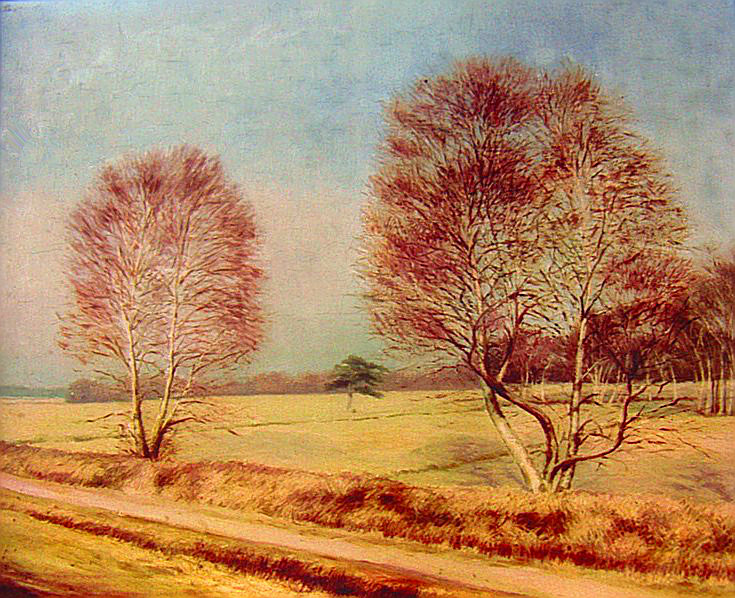
Paisaje invernal de abedules (Pintura al óleo, 1921)
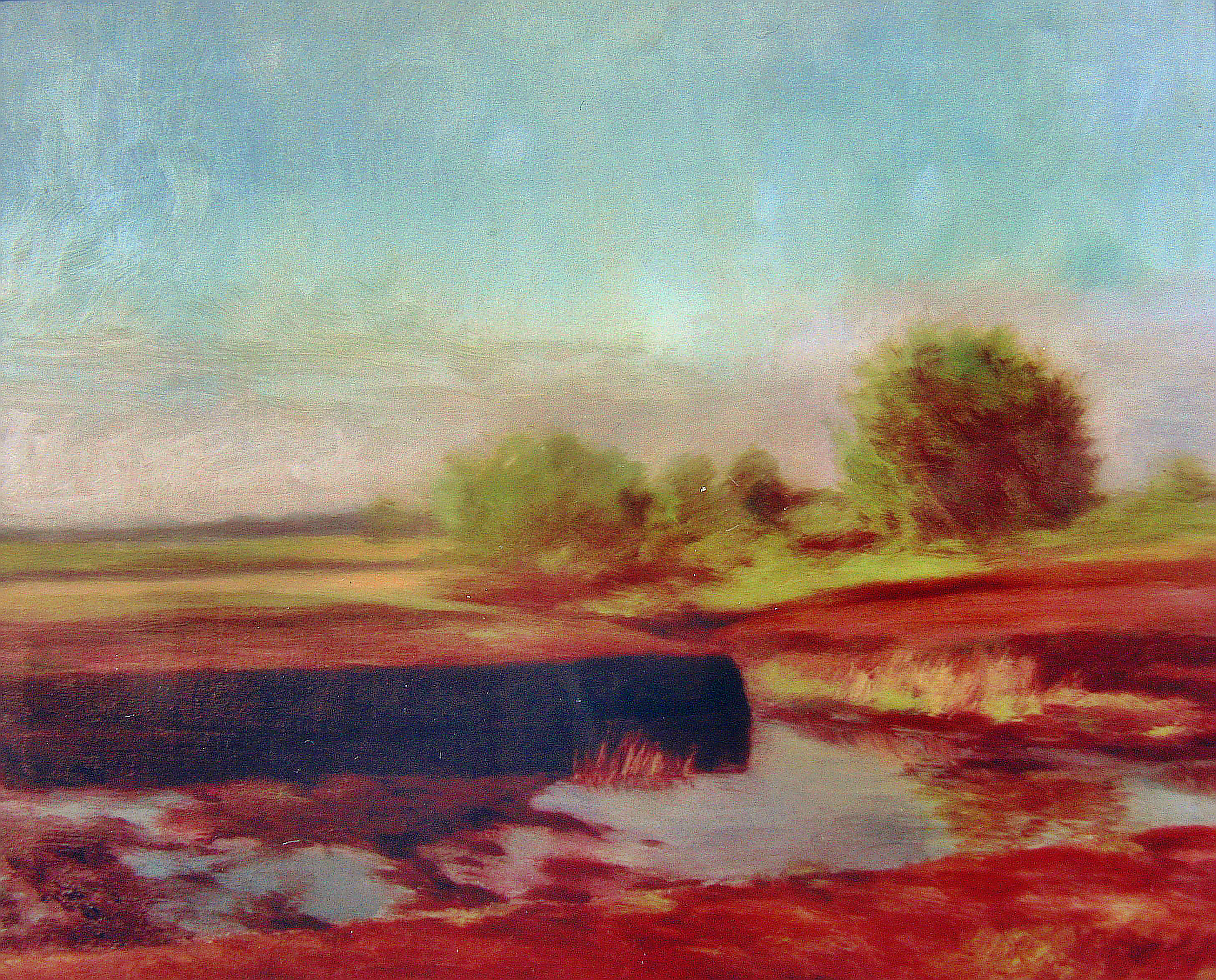
Extracción de turba, (pintura al óle, 1921)
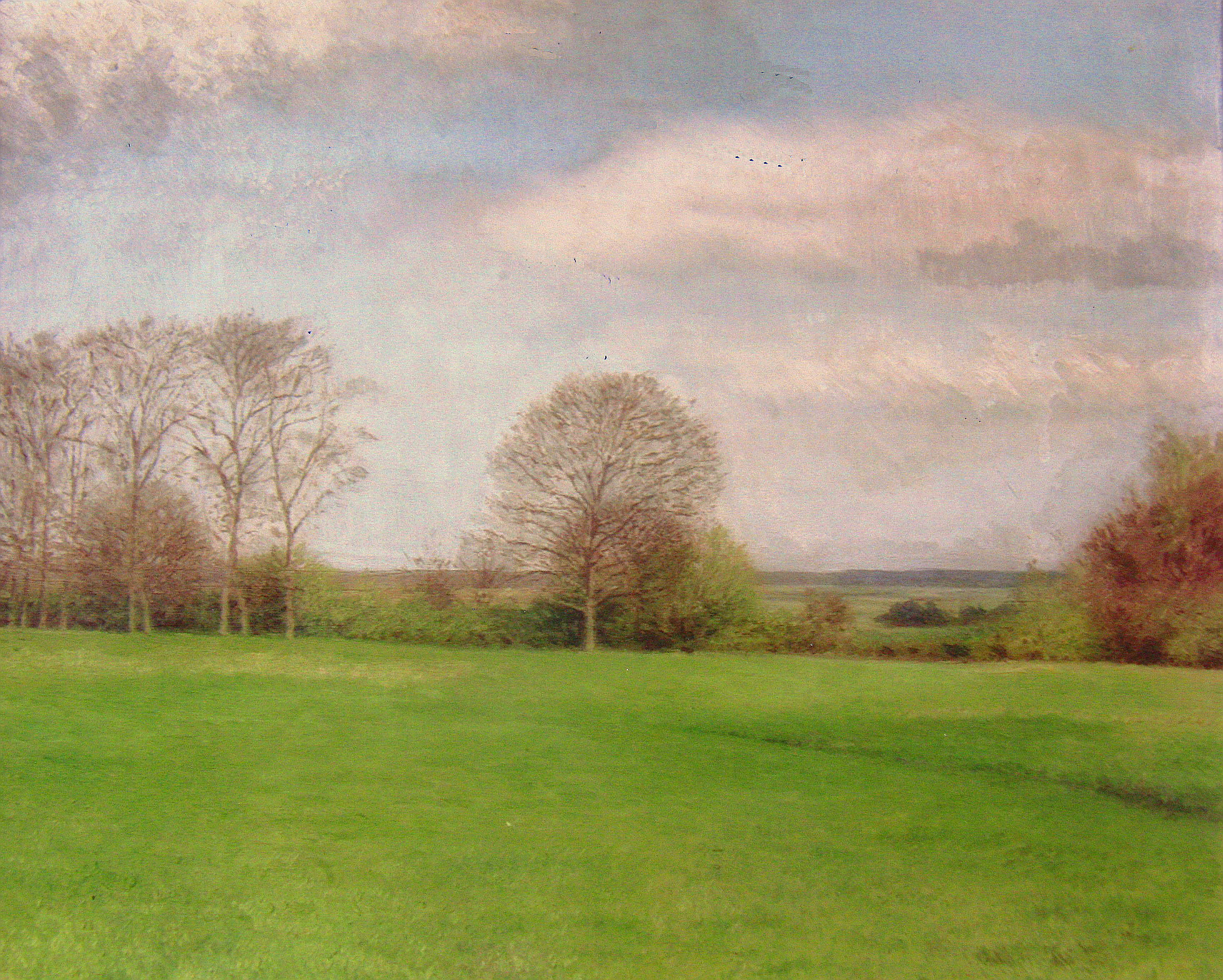
Paisaje con árboles y sauces (Pintura al óleo, 1921)
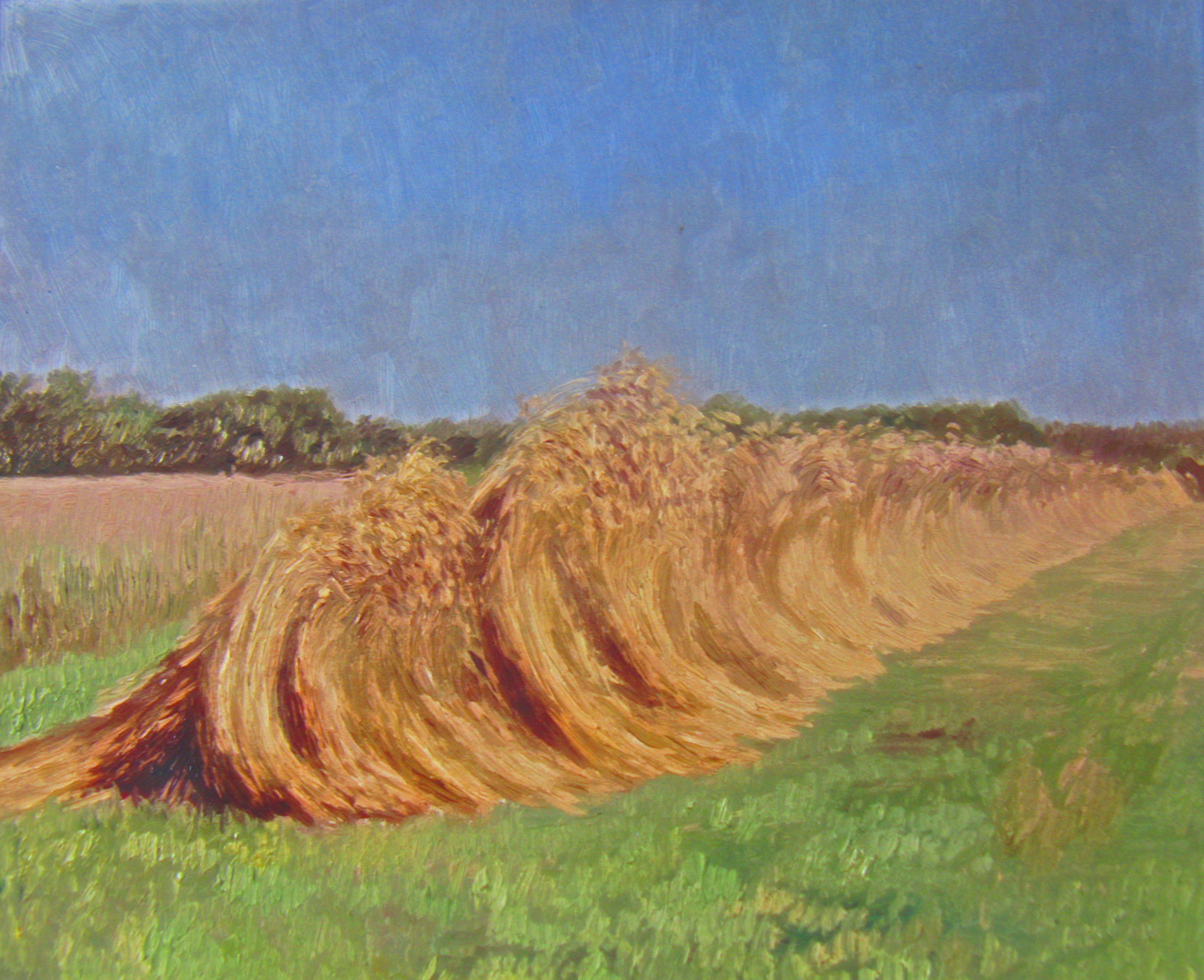
Cosecha de centeno (Pintura al óleo, 1920)
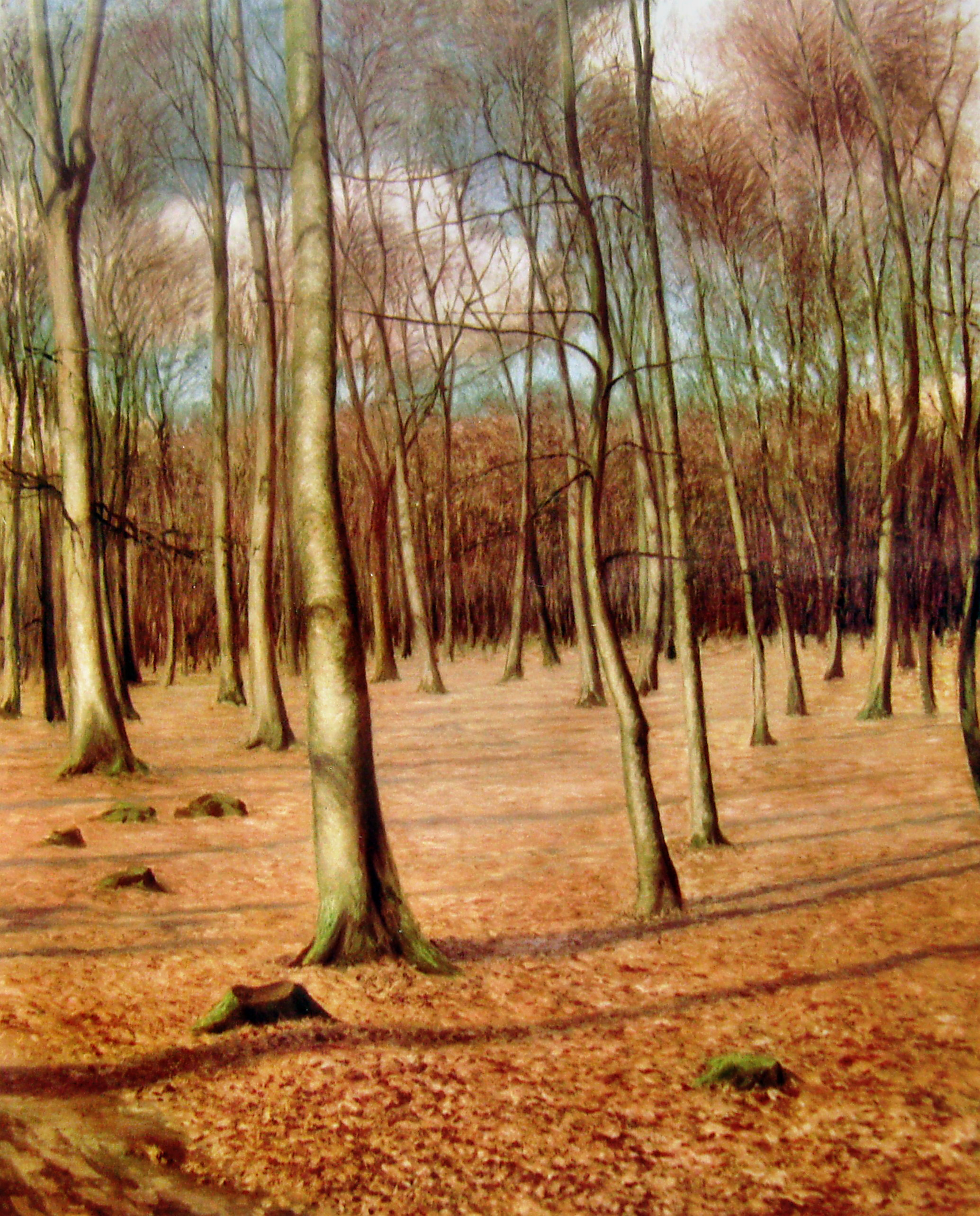
Bosque de hayas de invierno (Pintura al óleo, 1920)
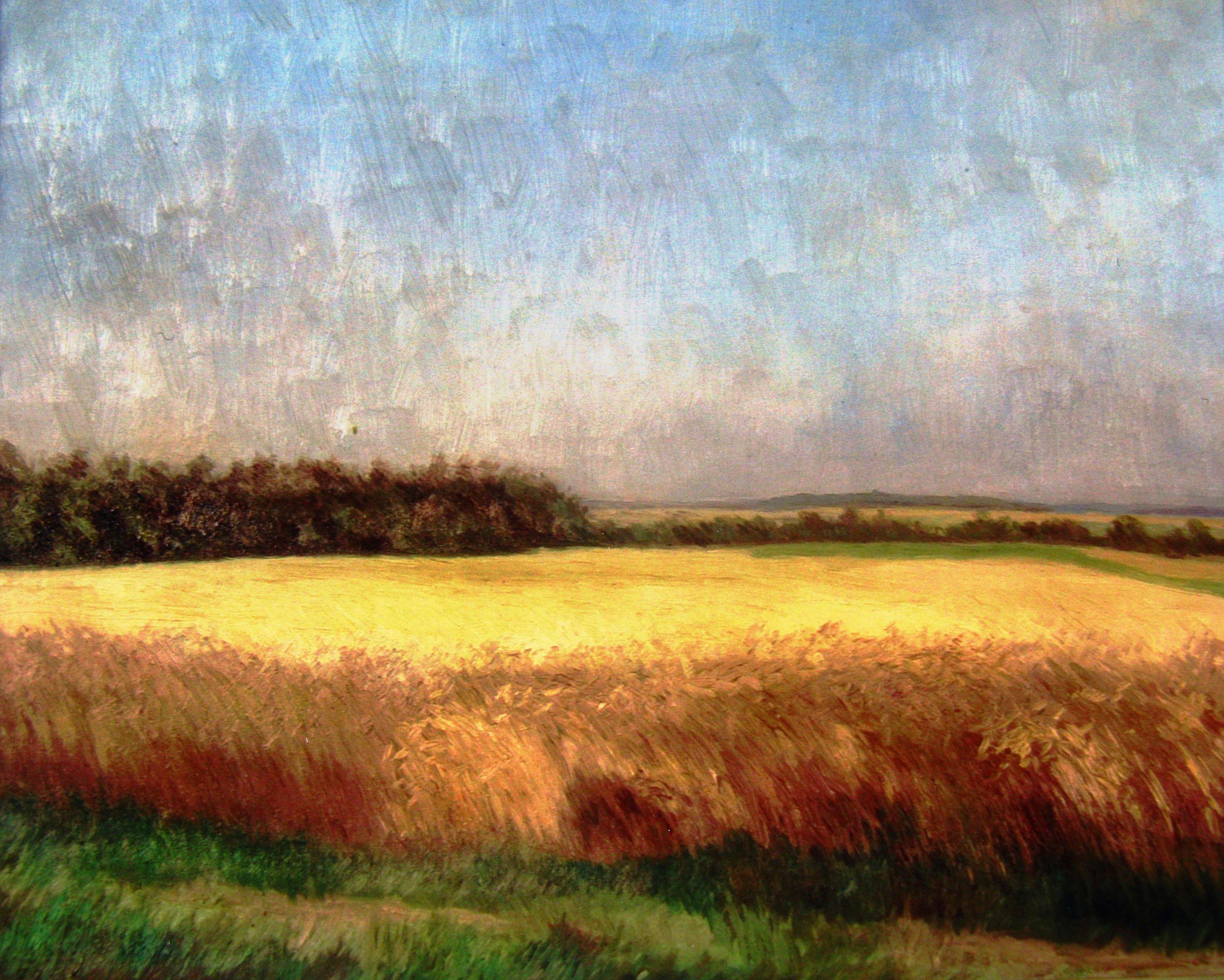
Campo de cereales (pintura al óleo,1921)
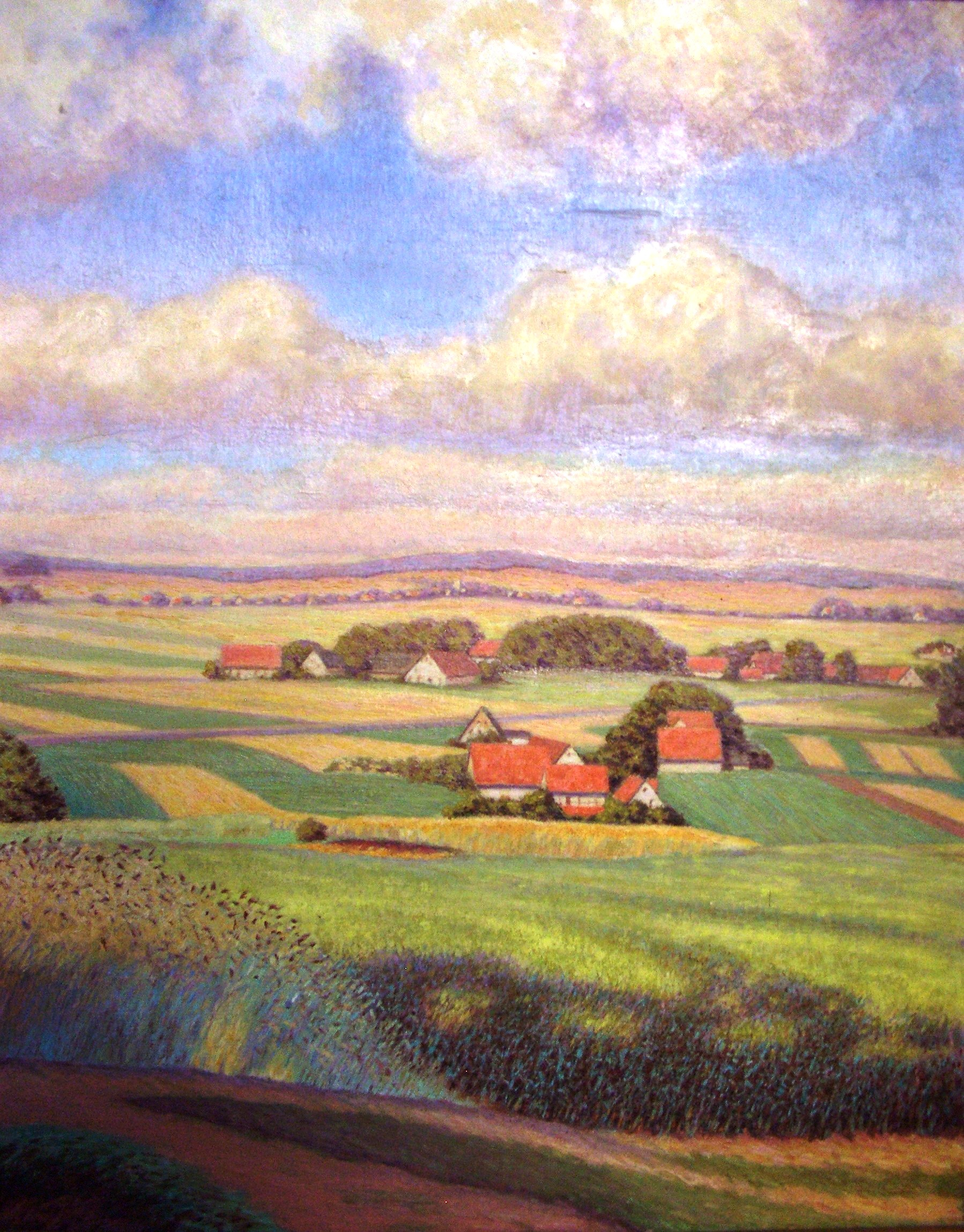
Aldea bajo un cielo de verano (Pintura al óleo, 1920)
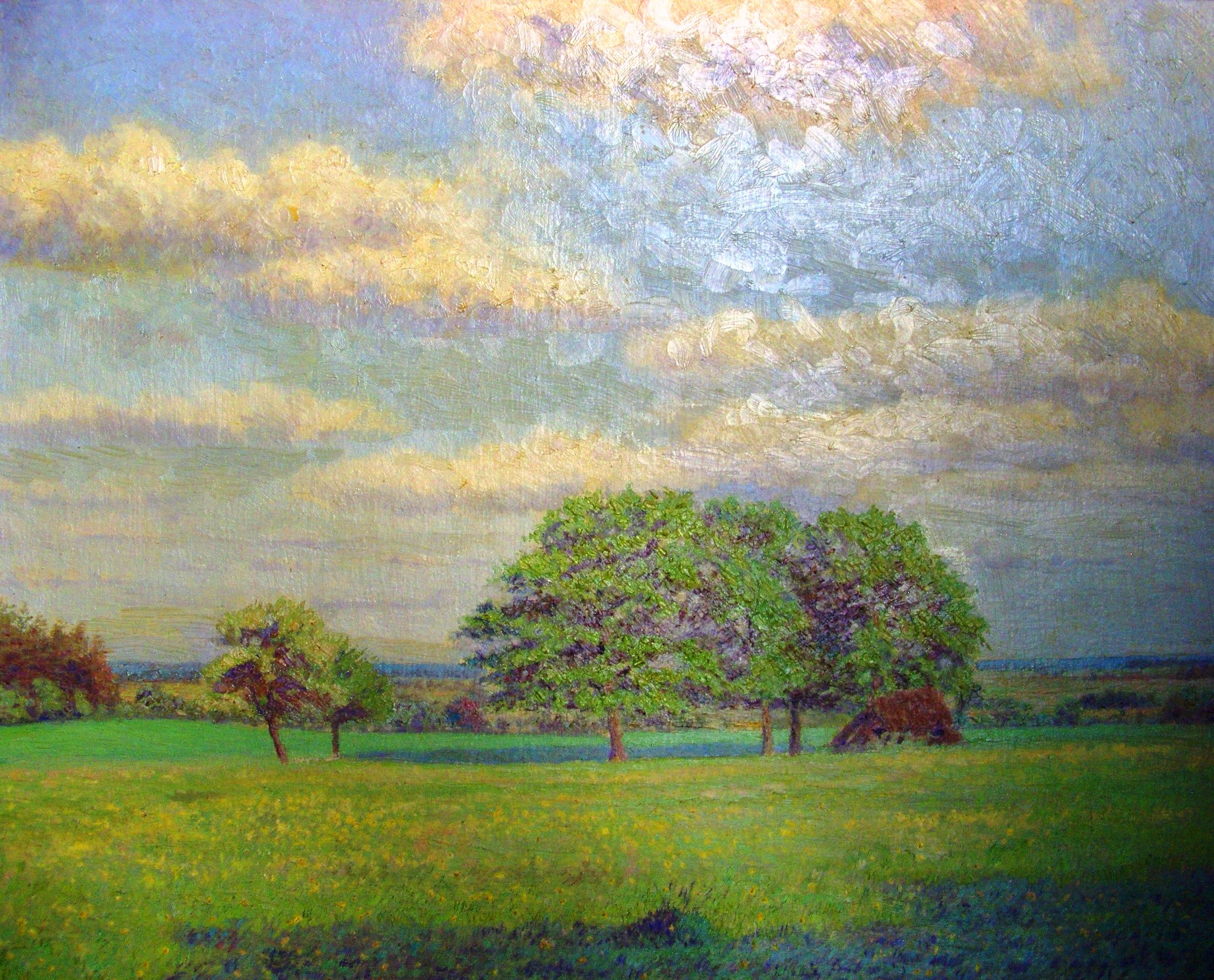
Pradera estival en flor (Pintura al óleo, 1920)
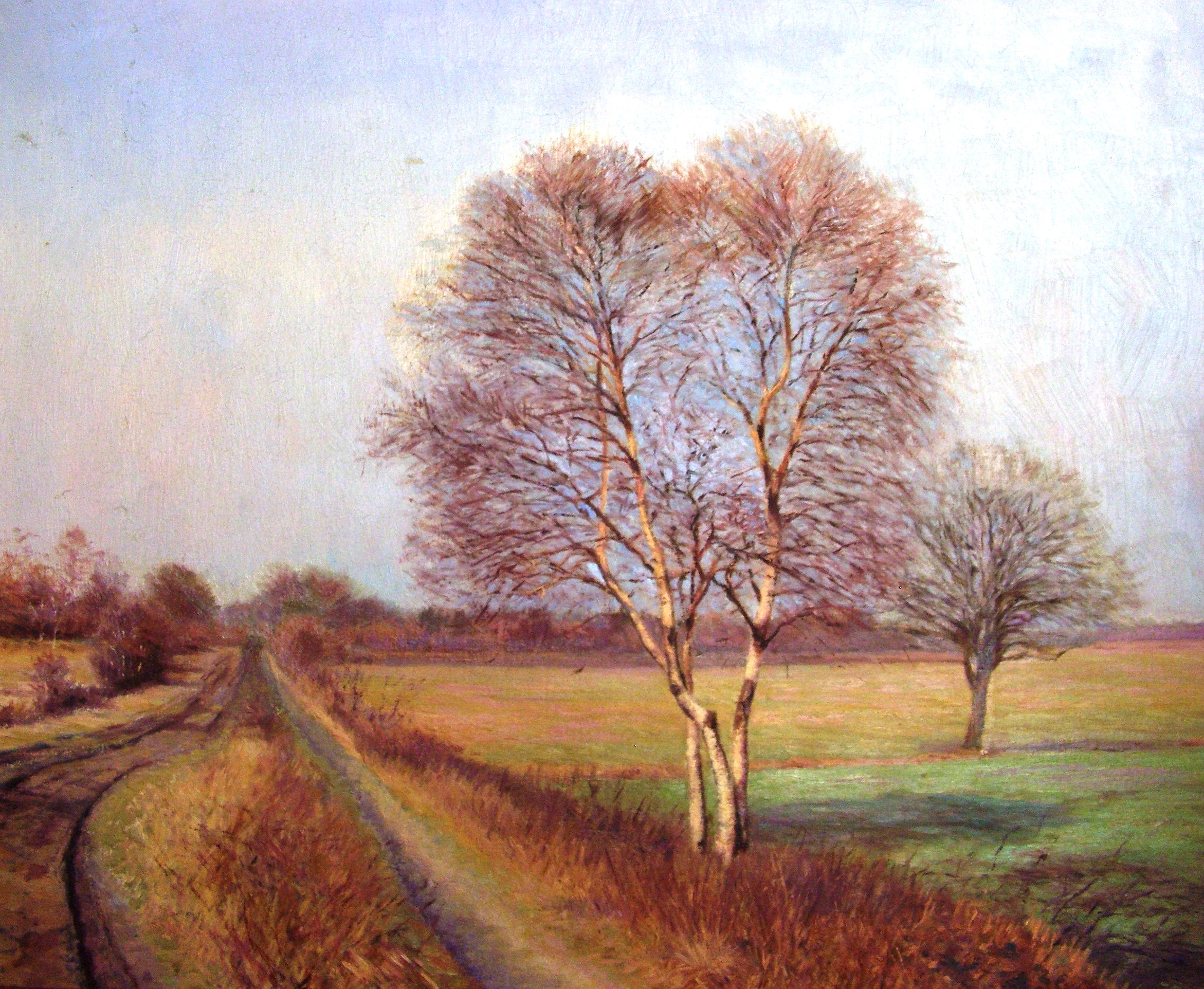
Camino rural y abedul en otoño (pintura al óleo, 1920)
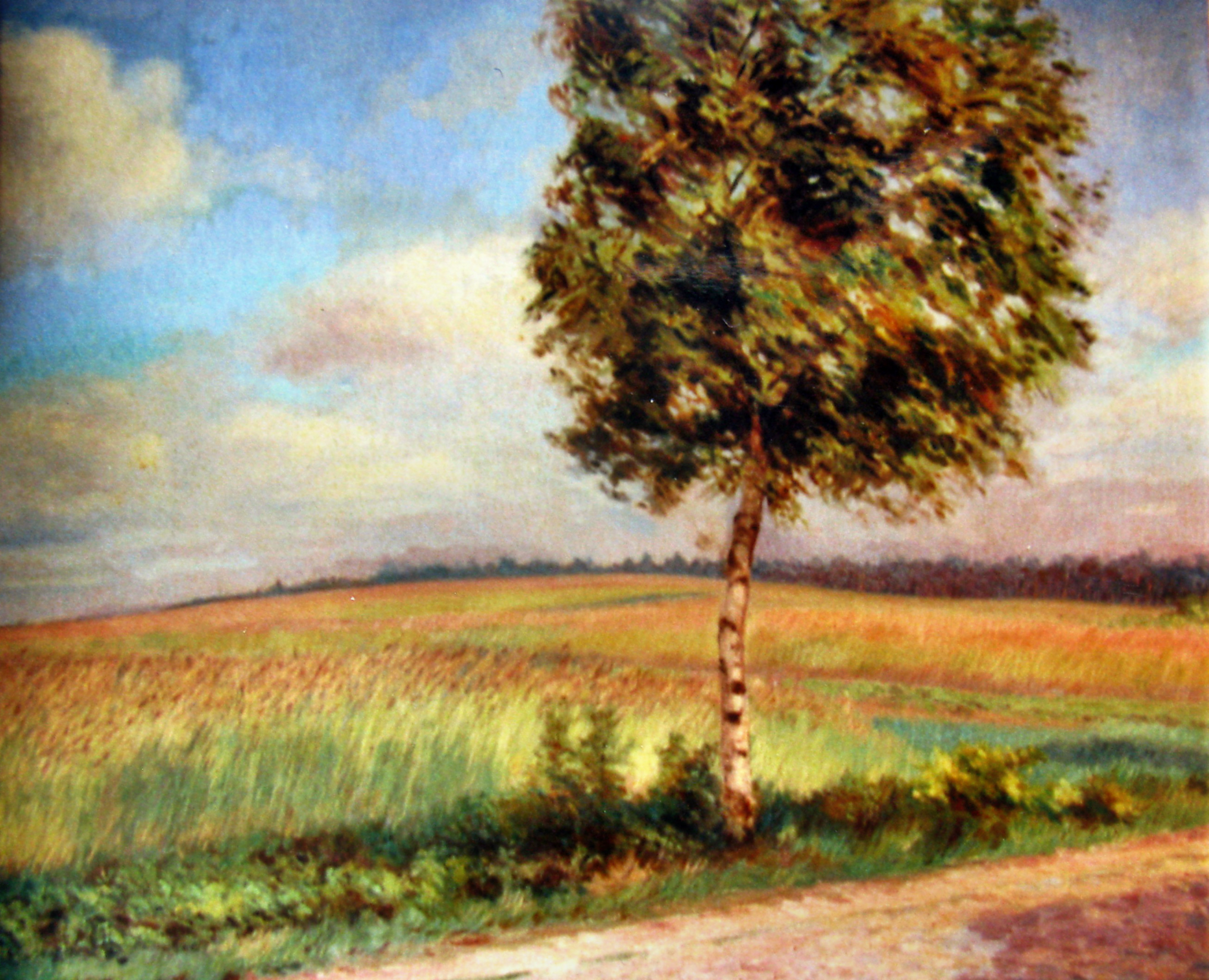
Abedul, maizal y cielo de verano (Pintura al óleo, 1920)

## Literatura
- Paul Hirschfeld: Hannovers Grossindustrie und Grosshandel. Hrsg.: Deutschen Export-Bank, Berlin / Duncker u. Humblot, Leipzig, XVI, 1891, 412 p.
- Julius Marchet: Der Holzhandel Norddeutschlands. Verlag F. Deuticke, Leipzig Wien 1908.
- Fritz Thienst: Aus der Geschichte der Arbeiterbewegung in den Unterweserorten. SPD, Wesermünde 1930, 251 Seiten plus Abbildungen; Stadtarchiv Bremerhaven; hier: Ausschnittskopie über den im Nov. 1918 in Bremerhaven eingerichteten Arbeiter- und Soldatenrat, pp. 143–159.
- Klaus Drobisch: Dokumente über Vorgeschichte und Charakter des faschistischen Wehrwirtschaftsfüher-Korps. In: Zeitschrift für Militärgeschichte. 5, 1966, pp. 323–337.
- Nachruf auf den verstorbenen Hans Kohnert. In: Nordsee-Zeitung. Bremerhaven 12. Januar 1967.
- Burchhard Scheper: Die jüngere Geschichte der Stadt Bremerhaven. Magistrat der Stadt Bremerhaven (Hrsg.) Bremerhaven.
- Harry Gabcke: Hans Kohnert vor 100 Jahren geboren. In: Niederdeutsches Heimatblatt, Mitteilungsblatt der Männer vom Morgenstern (MvM). Bremerhaven, November 1987, Nr. 455.
- Rainer Schulze: Unternehmerische Selbstverwaltung und Politik – Die Rolle der Industrie- und Handelskammern in Niedersachsen und Bremen als Vertretung der Unternehmerinteressen nach dem Ende des Zweiten Weltkrieges. Verlag August Lax, Hildesheim 1988.
- Hartmut Bickelmann: Von Geestendorf nach Geestemünde – Räumlicher, gewerblicher und sozialer Strukturwandel im Umkreis des Geestermünder Holzhafens. In: Männer vom Morgenstern. Jahrbuch 75, 1996, pp. 149–235.
- Hartmut Bickelmann (Hrsg.): Bremerhavener Persönlichkeiten aus vier Jahrhunderten. Ein biographisches Lexikon. Zweite, erweiterte und korrigierte Auflage. Bremerhaven 2003, pp. 172–174.
- IHK (2000): 125 Jahre IHK-Bremerhaven; 1925–1950, Liberal auch in schwierigen Zeiten. Industrie- und Handelskammer, Jubiläumsschrift, Bremerhaven.

## Enlaces web
- Wikimedia Commons alberga una categoría multimedia sobre Hans Kohnert.
- 'Hans Kohnert und Bremerhaven', Ausstellung online 13/20, Zeitreisen an der Küste, Historisches Museum, Bremerhaven Archivado el 24 de enero de 2023 en Wayback Machine.
- 'Der Maler Hans Kohnert', Ausstellung online 11/20, Zeitreisen an der Küste, Historisches Museum, Bremerhaven Archivado el 24 de enero de 2023 en Wayback Machine.
- 'Hans Kohn als Präsident der Industrie- und Handelskammer',  Ausstellung online 10/20, Zeitreisen an der Küste, Historisches Museum, Bremerhaven Archivado el 24 de enero de 2023 en Wayback Machine.
- 'Ein neues Gebäude und eine neue Generation', Ausstellung online 9/20, Zeitreisen an der Küste, Historisches Museum, Bremerhaven Archivado el 24 de enero de 2023 en Wayback Machine.
- Familiengrab der Familie Kohn in Bremerhaven-Lehe II Bildquelle: Männer vom Morgenstern, 2011.